# Пальмовые
Па́льмовые, или Па́льмы, или Аре́ковые (лат. Arecáceae, Pálmae, Palmáceae) — семейство однодольных растений.
Представлено большей частью древесными растениями с неразветвлёнными (кроме дум-пальмы) стволами, в которых происходит первичное утолщение (то есть утолщение за счёт деятельности протодермы и основной меристемы). Имеется также некоторое число видов, для которых характерны тонкие ползучие или лазающие побеги (например, представители рода Calamus). В семейство входят 185 родов и около 3400 видов.

## Распространение
Область естественного распространения большинства пальм — тропики и субтропики. Особенно много видов пальм произрастает на Мадагаскаре и в Колумбии. В Европе, в Испании и на юге Франции, произрастает веерная пальма хамеропс приземистый (Chamaerops humilis), которая выдерживает морозы до −12 градусов Цельсия, а также на юге материковой Греции и Крите встречаются рощи перистой критской финиковой пальмы (Phoenix theophrastii).
На территории бывшего СССР в местностях с субтропическим климатом — на черноморском побережье Краснодарского края и Южном берегу Крыма, а также в Грузии, Армении, Узбекистане, Таджикистане, Туркменистане, Азербайджане произрастают интродуцированные пальмы родов Chamaerops, Phoenix, Sabal, Trachycarpus, Washingtonia и некоторые другие.

## Биологическое описание
Ствол обычно не ветвится (кроме рода дум-пальм), довольно часто пальмы имеют облик кустарников, у некоторых представителей каких-либо надземных стеблей нет вовсе, над поверхностью земли возвышаются только листья. Толщина достигает 1 метра (юбея), высота до 50—60 м (цероксилон), в то же время среди пальм есть лазящие лианы со стеблями толщиной 2—3 см и длиной до 300 м (ротанг). Листья либо перистые (кокосовая пальма, финиковая пальма, пальма «лисий хвост», ховея, хамедорея и др., у кариоты двоякоперистые), либо веерные (хамеропс, трахикарпус, пальма ливистона и др.).
Формула цветка: {\displaystyle \ast Ca_{3}\;Co_{3}\;A_{3+3}\;G_{\underline {(3)}}}.

## Использование
Пальмы широко культивируются как сельскохозяйственные культуры, например, финиковые пальмы, кокосовые пальмы. Используются плоды многих видов пальм, древесина; из ротанга и некоторых других пальм делают плетёную мебель.
Пальмовые листья традиционно используют для изготовления крыш некоторых азиатских строений и беседок, пляжных «грибков», головных уборов и др.
Некоторые виды пальм широко используются как декоративные растения (в том числе и в комнатном садоводстве).
Во многих культурах пальмы были символами победы и мира.

## Роды
Семейство включает 185 родов, в том числе:
- Кокосовая пальма (Cocos)
- Ройстоунея (Roystonea)
- Сабаль (Sabal)
- Финиковая пальма (Phoenix)
- Бисмаркия (Bismarckia)